# Wiktor Chłus
Wiktor Iwanowycz Chłus, ukr. Віктор Іванович Хлус, ros. Виктор Иванович Хлус, Wiktor Iwanowicz Chłus (ur. 12 lutego 1958 w Nowogrodzie Siewierskim, w obwodzie czernihowskim) – ukraiński piłkarz, występujący na pozycji napastnika.

## Kariera piłkarska

### Kariera klubowa
Wiktor Chłus urodził się w ukraińskiej wiosce pod Nowogrodem Siewierskim. Do klasy 9 trenował w sekcji lekkoatletycznej, kiedy to przypadkowo trener drużyny Bukowyna Czerniowce zauważył go i zaprosił do klubu. Osiągał dobre wyniki na dystansach 400 i 800 metrów dlatego wiązano z nim bardziej karierę lekkoatletyczną. Jednak Chłus wybrał piłkę nożną. W następnym sezonie występował już w najlepszym klubie Ukrainy, Dynamo Kijów. Najpierw występował w drużynie rezerw, gdzie strzelił 18 goli, a od 1981 występował w podstawowej jedenastce Dynama. Z klubem tym osiągnął największe swoje sukcesy. W 1985 przeniósł się do innego ukraińskiego klubu Czornomoreć Odessa, a w 1987 do gruzińskiej Gurii Lanczchuti. W 1989 wyjechał do Szwecji, gdzie występował w klubach GAIS oraz IF Elfsborg.

## Kariera trenerska
Po zakończeniu kariery zawodniczej w 1991 powrócił na Ukrainę, gdzie stał na czele DJuSSz "CSKA", która później zmieniła nazwę na Szkołę Piłkarską "Arsenał".

## Życie prywatne
Żonaty ze znaną gimnastyczką, mistrzynią olimpijską z Moskwy z 1980, wielokrotną mistrzynią i zdobywczynią Pucharu Świata w gimnastyce sportowej Stellą Zacharową. Wychowuje dwójkę dzieci: starszego syna Ołeha i córkę Kristinę. Pełni funkcję wiceprezesa Federacji Piłki Nożnej w Kijowie i obwodzie kijowskim, oraz stoi na czele Asocjacji weteranów piłkarskich na Ukrainie. Prowadzi aktywne życie społeczne.

## Sukcesy i odznaczenia

### Sukcesy klubowe
- mistrz ZSRR: 1980, 1981, 1985
- wicemistrz ZSRR: 1982
- zdobywca Pucharu ZSRR: 1982

### Odznaczenia
- tytuł Mistrza Sportu ZSRR: 1981